# 97 Oddział Pograniczny NKWD
97 Oddział Pograniczny NKWD (inaczej 97 Oddział Wojsk Pogranicznych NKWD) – jeden z oddziałów pogranicznych w składzie wojsk Ludowego Komisariatu Spraw Wewnętrznych ZSRR.
Należał do Okręgu Ukraińskiego Wojsk Pogranicznych NKWD, w którego skład wchodziły oprócz niego oddziały 20, 22, 90, 91, 92, 93, 94, 95, 98 oraz szkoła podoficerska w Wysocku.
W dniach 17-29 grudnia 1944  97 Oddział Pograniczny NKWD i 136 Pułk Strzelecki Wojsk Wewnętrznych NKWD wspierane przez lokalne siły MO i istriebitieli, przeprowadziły operację kierowaną przez naczelnika NKWD w Trokach płk. Rożenko. Na terenie gmin Ejszyszki i Orany aresztowano wtedy 360 ludzi określanych jako "bandyci i ich sługusy". W rzeczywistości większość z nich była zwykłymi mieszkańcami polskich wiosek, którzy mieli przypadkowe kontakty z żołnierzami Armii Krajowej, udzielając im noclegu lub ofiarowując jedzenie.